# Virgílio Maria Dias Marçal

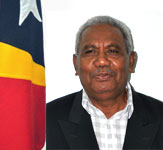
Virgílio Maria Dias Marçal

Virgílio Maria Dias Marçal (* 23. Dezember 1954 in Baucau, Portugiesisch-Timor) ist ein Politiker aus Osttimor. Er ist Mitglied der Partei Congresso Nacional da Reconstrução Timorense (CNRT).
Marçal hat ein Studium in Öffentlicher Verwaltung abgeschlossen. In der indonesischen Besatzungszeit war er als Mitglied der UDT Administrator des Distrikts Baucau. Gleichzeitig versteckte er Anführer des osttimoresischen Widerstands.
Später war Marçal Präsident der Federação Nacional dos Antigos Salesianos de Timor-Leste. Als dritter stellvertretender Vorsitzender der CNRT wurde Marçal 2007 in das Nationalparlament Osttimors gewählt. 2012 erfolgte die Wiederwahl. Seit 2007 gehörte er der Gesundheitskommission des Parlaments (Kommission F) an. Bei den Wahlen 2017 wurde Marçal nicht mehr auf der Wahlliste des CNRT aufgestellt und schied damit aus dem Parlament aus.